# Tambang Tinggi
Tambang Tinggi is een bestuurslaag in het regentschap Sarolangun van de provincie Jambi, Indonesië. Tambang Tinggi telt 989 inwoners (volkstelling 2010).